# Sunch’ŏn (Nordkorea)
Sunch’ŏn-shi (순천; 順川) ist eine Stadt in der Provinz P’yŏngan-namdo in Nordkorea. Sie besitzt 297.317 Einwohner (Stand 2008), davon lebten 141.806 in urbanen Regionen. Die Stadt ist eine wichtige Industriestadt und beherbergt verschiedene Produktionsstätten.

## Geschichte
Nahe der Stadt wurde während des Koreakriegs im Dezember 1951 die Luftschlacht von Sunch'ŏn ausgetragen. In dieser wurden Flugzeuge der 77. Staffel der Königlich Australischen Luftwaffe von unter chinesischer Flagge fliegenden sowjetischen Maschinen angegriffen. Dabei wurden 3 australische Flugzeuge abgeschossen.

## Wirtschaft
Die Stadt ist ein bedeutender Industriestandort, u. a. der Zementindustrie. In der Umgebung befinden sich Kalkstein- und Kohlereserven. In der Stadt befindet sich auch das Vinalon-Werk Sunch’ŏn, das die Kunstfaser Vinalon herstellt.

## Infrastruktur
Die Sunch'ŏn Station befindet sich auf den Linien P'yŏngra und Manp'o der Koreanischen Staatsbahn. Mit dem Flughafen Sunch’ŏn verfügt die Stadt über einen kleinen Flugplatz.

## Partnerstädte
- Atuntaqui,  Ecuador[4]